# Jarmila Gajdošová
Jarmila Gajdošová (26 de abril de 1987) es una tenista profesional de Australia, aunque nació en Bratislava (Eslovaquia). Mientras estuvo casada con Samuel Groth, entre 2009 y 2011 (año en que se divorciaron), Gajdošová adoptó el apellido de este, siendo conocida durante ese tiempo como Jarmila Groth. El 1 de noviembre de 2015 se casó nuevamente esta vez con Adam Wolfe, desde enero de 2016 compite como Jarmila Wolfe.

## Torneos de Grand Slam

### Dobles mixto

#### Títulos (1)
| Año  | Torneo               | Pareja        | Oponentes en la final           | Resultado |
| 2013 | Abierto de Australia | Matthew Ebden | Lucie Hradecká František Čermák | 6-3, 7-5  |

## Títulos WTA (3; 2+1)

### Individual (2)
| Leyenda: Antes de 2009     | Leyenda: A partir de 2009 |
| -------------------------- | ------------------------- |
| Grand Slam (0)             |                           |
| WTA Tour Championships (0) |                           |
| Tier I (0)                 | Premier Mandatory (0)     |
| Tier II (0)                | Premier 5 (0)             |
| Tier III (0)               | Premier (0)               |
| Tier IV & V (0)            | International (2)         |

| Nº | Fecha                    | Torneo    | Superficie | Oponente en final     | Resultado |
| -- | ------------------------ | --------- | ---------- | --------------------- | --------- |
| 1. | 26 de septiembre de 2010 | Guangzhou | Dura       | Alla Kudryavtseva     | 6-1, 6-4  |
| 2. | 15 de enero de 2011      | Hobart    | Dura       | Bethanie Mattek-Sands | 6-4, 6-3  |

### Dobles (1)
| Leyenda: Antes de 2009     | Leyenda: A partir de 2009 |
| -------------------------- | ------------------------- |
| Grand Slam (0)             |                           |
| WTA Tour Championships (0) |                           |
| Tier I (0)                 | Premier Mandatory (0)     |
| Tier II (0)                | Premier 5 (0)             |
| Tier III (0)               | Premier (0)               |
| Tier IV & V (1)            | International (0)         |

| Nº | Fecha                | Torneo    | Superficie | Pareja        | Oponentes en final | Resultado     |
| -- | -------------------- | --------- | ---------- | ------------- | ------------------ | ------------- |
| 1. | 13 de agosto de 2006 | Estocolmo | Dura       | Eva Birnerova | Zi Yan Jie Zheng   | 0-6, 6-4, 6-2 |

#### Finalista (5)
| Nº | Fecha                    | Torneo      | Superficie | Pareja           | Oponentes en final              | Resultado         |
| -- | ------------------------ | ----------- | ---------- | ---------------- | ------------------------------- | ----------------- |
| 1. | 24 de febrero de 2007    | Memphis     | Dura (i)   | Akiko Morigami   | Nicole Pratt Bryanne Stewart    | 5-7, 6-4, [5-10]  |
| 2. | 17 de julio de 2011      | Bad Gastein | Arcilla    | Julia Görges     | Eva Birnerová Lucie Hradecka    | 6-4, 2-6, [10-12] |
| 3. | 16 de julio de 2012      | Stanford    | Dura       | Vania King       | Marina Erakovic Heather Watson  | 5-7, 6-7(7)       |
| 4. | 22 de septiembre de 2012 | Guangzhou   | Dura       | Monica Niculescu | Tamarine Tanasugarn Shuai Zhang | 6-2, 2-6, [8-10]  |
| 5. | 16 de enero de 2016      | Hobart      | Dura       | Kimberly Birrell | Xinyun Han Christina McHale     | 3-6, 0-6          |

## Clasificación en torneos del Grand Slam

### Individual
| Torneo          | 2006 | 2007 | 2008 | 2009 | 2010 | 2011 | 2012 | 2013 | 2014 | 2015 | 2016 | G-P  | Títulos |
| --------------- | ---- | ---- | ---- | ---- | ---- | ---- | ---- | ---- | ---- | ---- | ---- | ---- | ------- |
| Australian Open | 1R   | 1R   | 1R   | 1R   | 1R   | 1R   | 1R   | 1R   | 1R   | 2R   | 1R   | 1-11 | 0       |
| Roland Garros   | 2R   | 1R   | 1R   | 3R   | 4R   | 3R   | 2R   | -    | -    | 1R   | -    | 9-8  | 0       |
| Wimbledon       | 1R   | 2R   | -    | 2R   | 4R   | 3R   | 1R   | -    | 2R   | 1R   | -    | 8-8  | 0       |
| US Open         | 3R   | 1R   | -    | 1R   | 1R   | 2R   | 1R   | -    | 1R   | 1R   | -    | 3-8  | 0       |